# Sorobasso
Sorobasso est une localité et une commune rurale du Mali, chef-lieu d'arrondissement dans le cercle de Kouniana et la région de Koutiala.

## Villages
La commune s'étend sur 4 localités relevées lors du recensement général de 2009. 
Les villages les plus peuplés sont :
- Sorobasso (2 849 habitants)
- Kazianso (2 198 habitants)
- Fourogosso (424 habitants)

En 2023, la loi 2023-007 attribue à la commune 5 villages, fractions ou quartiers  :
- Sorobasso
- Froungosso
- Zingolosso
- Kazianso
- Nizanso